# Domodossola
Domodossola est une commune italienne d'un peu plus de 18 000 habitants, située dans la province du Verbano-Cusio-Ossola, dans la région Piémont, région de la plaine du Pô dans le nord-ouest de l'Italie.

## Histoire
Le 25 janvier 1913 Domodossola fut le point d’atterrissage du monoplan de Jean Bielovucic qui franchit les Alpes en 28 minutes en partant de Brigue.
En septembre 1944 des partisans antifascistes furent pourchassés par les SS et des milliers de personnes de Domodossola durent fuir. La Suisse accueillit alors ces réfugiés (parmi lesquels 2500 enfants) en Valais et dans le Tessin. Dans le cadre du 60ème anniversaire de cet événement, Domodossola a baptisé une place du centre en l'honneur du peuple suisse.

## Économie
Domodossola devient la gare d'arrivée de 4 allers-retours hebdomadaires de trains chargés de remorques de camions en provenance de Calais à partir d'octobre 2021.

## Monuments et patrimoine
- Le Mont Sacré de Domodossola, classé en 2003 sur la liste du patrimoine mondial par l'Unesco avec les autres Sacri Monti du Piémont et de Lombardie.

## Transports

### Transports ferroviaires

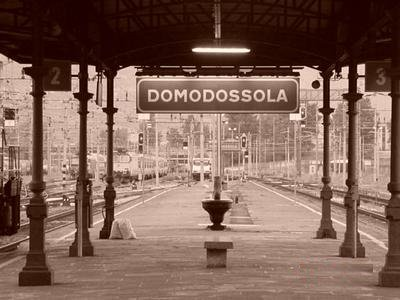
La gare ferroviaire internationale.

La gare ferroviaire internationale de Domodossola se trouve sur la ligne historique du tunnel du Simplon qui vient de Brigue en Suisse et qui traverse le massif sur près de 20 km. Avant le percement du tunnel routier du Saint-Gothard, le trafic routier  entre le nord-ouest de l'Italie et le nord des Alpes se faisait essentiellement par le col du Simplon par Domodossola.
La gare de Domodossola est aussi le départ du chemin de fer Centovallina reliant Domodossola à Locarno, par une ligne à voie métrique électrifiée de 52 km.

### Transports routiers
- Autoroute A26

## Administration
| Période                                  | Période  | Identité       | Étiquette       | Qualité       |
| ---------------------------------------- | -------- | -------------- | --------------- | ------------- |
| 30/05/2011                               | En cours | Mario Cattrini | Parti démocrate | centre-gauche |
| Les données manquantes sont à compléter. |          |                |                 |               |

### Hameaux
Andosso, Anzuno, Asparedo, Bacenetto, Baceno, Barro, Campei, Campione, Campoccio Dentro, Campoccio Fuori, Casa delle Rane, Case Lazzaro, Case Pioda, Castanedo, Castelluccio, Cimavilla, Cisore, Corte, Croppo, Crosiggia, Cruppi, Gabi Valle, Maggianigo, Monsignore, Monteossolano, Monticchio, Motto, Motto Mattarella, Piccioni, Prata, Prebletto, Pregliasca, Premone, Quana, Quartero, Rogoledo, Ronchetto, Sacro Monte Calvario, Sala, San Quirico, Tagliaroli, Torcelli, Torre Matterella, Trontana, Vallesone, Valsorda, Vauza, Zoncalina, alla Fraccia

### Communes limitrophes
Beura-Cardezza, Bognanco, Crevoladossola, Masera, Montescheno, Trasquera, Trontano, Villadossola

## Personnalités nées à Domodossola
- Jorge Chávez Dartnell (1887-1910), aviateur qui a le premier fait la traversée aérienne des Alpes.
- Gianfranco Contini (1912-1990), écrivain.
- Massimiliano Blardone (1979-), skieur alpin.
- Andrea Accomazzo (1970-), scientifique et chef de la mission spatiale Rosetta.
- Vic Vergeat (1951-2023), guitariste.
- Francesca Barale (2003-), coureuse cycliste